# Ángel Nieto
Ángel Nieto Roldán (Zamora, Španjolska, 25. siječnja 1947. − 3. kolovoza 2017.) je španjolski sportski motociklist, najpoznatiji po natjecanju u Svjetskom prvenstvu u motociklizmu gdje je osvojio, u klasama 50cc i 125cc, 13 naslova svjetskog prvaka, što ga čini jednim od najtrofejnijih vozača u povijesti motociklizma.
Premda se specijalizirao za klase male kubikaže, kao 50cc, 80cc i 125cc, mnogi čuveni vozači moto utrka, kao bivši svjetski prvak Barry Sheene, smatraju ga jednim od najvećih motociklista svih vremena. Iako na svjetskoj razini nije nikada bio uspješan s motorima veće kubikaže, osvajao je naslove španjolskog prvaka u klasama 50cc, 125cc, 250cc, 500cc i 750cc. Povukao se iz natjecanja 1986., u dobi od 39 godina, s ukupno 90 pobjeda na velikim nagradama, što je treći najveći zbir pobjeda u svjetskom motociklističkom prvenstvu nakon 122 pobjede Giacoma Agostinija i 105 Valentina Rossija. Radi praznovjerja, svojih 13 naslova prvaka naziva zbrojem "12+1".
Nakon povlačenja iz natjecanja vodio je momčad u klasi 125cc, s vozačima Ángelom Nietom Jr, njegovim sinom, i Emiliom Alzamorom koji je 1999. osvojio naslov prvaka. U novije vrijeme komentira moto utrke ta španjolsku televiziju. U Madridu postoji muzej Ángela Nieta gdje su izloženi neki od trofeja. FIM je Nietu 2000. dodijelio naslov "Legende" velikih nagrada.

## Vanjske poveznice
- Profil na službenom sajtu MotoGP   Arhivirana inačica izvorne stranice od 12. ožujka 2021. (Wayback Machine)
- Muzej Ángela Nieta u Madridu   Arhivirana inačica izvorne stranice od 16. svibnja 2010. (Wayback Machine) (šp.)